# Paul W. S. Anderson
Paul William Scott Anderson (nascut el 4 de març de 1965) és un cineasta anglès que treballa habitualment en cinema de ciència-ficció i adaptacions de videojocs.
Anderson va debutar al llargmetratge amb la pel·lícula independent britànica Shopping (1994), i va tenir èxit comercial amb la seva segona pel·lícula, la produïda a Hollywood Mortal Kombat (1995), basada en el primer parell de videojocs de jocs homònims de Midway Games. És més conegut com la veu creativa darrere de les sis primeres pel·lícules de la sèrie de pel·lícules Resident Evil (2002–2016), protagonitzada per Milla Jovovich (amb qui es va casar el 2009), i està basat en la sèrie de videojocs Capcom del mateix nom. Les sis primeres pel·lícules de la sèrie, de les quals Anderson va dirigir quatre, han recaptat col·lectivament més de mil milions de dòlars a tot el món. Altres pel·lícules notables d'Anderson són Event Horizon (1997), una decepció crítica i comercial inicial que va trobar una renovada apreciació als mitjans de comunicació domèstics; Alien versus Predator (2004), basat en el concepte crossover del mateix nom entre les franquícies Alien i Predator; i Death Race (2008), un remake/preqüela de La cursa de la mort de 1975.
Anderson i el productor Jeremy Bolt van fundar Impact Pictures el 1992, sota el qual s'han fet la majoria de les pel·lícules d'Anderson.

## Primers anys
Anderson va néixer a Wallsend, Northumberland, Anglaterra. Als nou anys, va començar a fer pel·lícules amb una càmera Super-8. Després d'assistir a Newlands Preparatory School, a la Royal Grammar School, es va convertir en la persona més jove a graduar-se a la Universitat de Warwick, amb un B.A. en cinema i literatura.

## Carrera
Anderson va començar la seva carrera professional com a escriptor a la sèrie britànica El C.I.D., que va durar tres temporades, de 1990 a 1992, i fou protagonitzada per Alfred Molina a les dues primeres. Va conèixer el productor Jeremy Bolt i van fundar Impact Pictures l'any 1992, buscant recaptar diners per al debut cinematogràfic d'Anderson com a director, a partir d'un guió de drama criminal de la seva pròpia acció, anomenada Shopping. Després de molts problemes per aconseguir finançament, Shopping, protagonitzada per Sean Pertwee, Jude Law (en el seu primer paper en llargmetratge) i Sadie Frost, es va estrenar al Regne Unit l'any 1994. Els censors de la British Board of Film Classification no els agradava la violència de la pel·lícula i van endarrerir la seva estrena durant mesos. Quan finalment es va estrenar, els crítics la van criticar i alguns cinemes van decidir prohibir-la per promoure una visió "irresponsable". Als Estats Units només va rebre un llançament editat i directe al vídeo dos anys més tard. Anderson atribueix a Shopping la inspiració de Channel Four Films, que l'havia finançat, per també finançar les pel·lícules més reeixides Shallow Grave i Trainspotting de Danny Boyle, que al seu torn, va creu, va fer que els crítics revaloressin la seva pel·lícula d'una manera més positiva en anys posteriors, com una de les primeres d'una nova onada de pel·lícules britàniques sobre la seva joventut. Shopping és l'única pel·lícula britànica d'Anderson, quan va créixer veient pel·lícules americanes i europees continentals, sense imaginar-se mai un cineasta britànic. Quan Shopping va ser acceptada al Sundance Film Festival, els estudis estatunidencs van notar el seu aspecte i estil impressionants malgrat el seu pressupost relativament petit de 2 milions de dòlars, la qual cosa va donar lloc a oportunitats a Hollywood per a Anderson.

### Mortal Kombati èxit comercial
Anderson va dirigir la pel·lícula de fantasia i arts marcials adaptada de videojoc Mortal Kombat  el 1995. Utilitzant un guió escrit per Kevin Droney, la pel·lícula es va basar en la primera entrada de la franquícia de videojocs de Midway Games, Mortal Kombat , tot i que els elements i els personatges van ser manllevats de la seqüela del joc original, Mortal Kombat II. La pel·lícula va comptar amb un elenc de conjunt, incloent Robin Shou com a Liu Kang i Christopher Lambert com a Raiden. Anderson es va interessar en el projecte perquè sovint jugava a jocs recreatius. La productora va decidir contractar-lo basant-se en el talent visual de "Shopping", que es va rodar amb un pressupost molt baix. Anderson, que en aquell moment no sabia res dels efectes visuals o les escenes de baralla, va haver d'estudiar tots els llibres sobre efectes visuals que podia trobar i va aprendre a filmar sovint les escenes de lluita mentre es rodaven, consultant aquells que tenien experiència en coreografies de lluita al plató, com Shou. La pel·lícula va ser sotmesa a grans rodatges per afegir baralles addicionals basades en els comentaris de les projeccions de prova, a les quals van assistir els fans de la franquícia de videojocs. La productora va decidir estrenar "Mortal Kombat" a l'agost de 1995, amb l'esperança que la pel·lícula es convertís en un gran èxit d'estiu. Adaptacions anteriors de videojocs, com ara Super Mario Bros., Double Dragon i Street Fighter havien rebut crítiques especialment negatives; tot i que Street Fighter va ser un èxit comercial, Double Dragon no va aconseguir el punt mort, mentre que Super Mario Bros. es va convertir en un notori fracàs de taquilla. "Mortal Kombat" va ser millor rebuda pels crítics, que li van donar una recepció mixta a negativa. Els crítics van elogiar l'atmosfera, les imatges i les seqüències de lluita, però van criticar la trama, diàleg i actuació. Va sortir millor amb el públic i els fans dels videojocs, i va obtenir una A− alta en una enquesta de CinemaScore. Com a resultat, va passar tres setmanes com la pel·lícula més taquillera a la taquilla dels EUA i va guanyar més de 122 milions de dòlars arreu del món, produïts amb un pressupost de 18 milions de dòlars. Va ser un èxit important per a Anderson i ha estat reconegut com una de les primeres adaptacions cinematogràfiques d'un videojoc amb èxit econòmic. Anderson i la majoria dels membres del repartiment, inclòs Lambert, es van negar a tornar per a la seqüela Mortal Kombat: Annihilation, que, quan es va publicar, va ser criticada i va tenir un rendiment baix a la taquilla.

### Event Horizon,SoldieriThe Sight
L'èxit de Mortal Kombat va donar a Anderson via lliure per triar el seu proper projecte, la pel·lícula de ciència-ficció d'acció El soldat, escrita pel guionista de Blade Runner David Peoples. El guió de Peoples —i, finalment, la pel·lícula en si— conté referències al seu treball a Blade Runner, i es pot considerar que té lloc al mateix univers, com a seqüela secundària o seqüela independent de mena. Kurt Russell es va unir a l'estrella, però va decidir prendre's una estona per construir el seu cos, tal com ho requeria el paper, la qual cosa va retardar la producció. Mentrestant, Anderson va dirigir la pel·lícula de terror de ciència-ficció de 1997 Event Horizon, escrita per Philip Eisner i protagonitzada per Laurence Fishburne i Sam Neill. Malgrat els elogis pel seu disseny visual i de producció, no va ser ben rebuda per la crítica or audiences (D+ on a Cinemascore poll), i no va arribar a l'equilibri, cosa que Anderson va culpar d'un ajustat calendari de postproducció i de retallades obligades per l'estudi. Més tard es va vendre bé al vídeo domèstic i va guanyar un petit estatus de culte. Els plans per completar una versió del director restaurant el metratge suprimit es van abandonar quan es va descobrir que la major part s'havia perdut o degradat. El soldat finalment es va completar i es va publicar el 1998, però va ser un desastre crític i comercial, guanyant menys de 15 milions de dòlars als EUA, amb un pressupost de 60 milions de dòlars, i llançada directament a vídeo a diversos altres mercats. Anderson ha expressat el seu lament que els rodatges previstos s'hagin hagut de canviar a escenaris sonors d'estudi a causa de l'huracà El Niño, que va acabar comprometent l'aspecte de la pel·lícula. També va verbalitzar la seva decepció amb Warner Bros., que creu que va intentar comercialitzar la pel·lícula al mateix públic adolescent masculí que Mortal Kombat, en lloc d'un públic adult, incloses les dones.
Després de les males actuacions de les seves dues últimes pel·lícules, Anderson es va veure obligat a suspendre el seu remake de la pel·lícula de culte La cursa de la mort, i es va dedicar a escriure i dirigir el telefilm sobrenatural de misteri del 2000 Pulsió, protagonitzat per Andrew McCarthy. Va ser pensat com a pilot per a una sèrie en potència, però tot i aconseguir qualificacions altes no fou emesa. Anderson va signar les seves primeres pel·lícules com "Paul Anderson", el nom que va registrar al Sindicat de Directors dels Estats Units, però amb Pulsió va començar a acreditar-se com a "Paul W. S. Anderson", ja que el cineasta Paul Thomas Anderson s'havia registrat al Sindicat de Guionistes dels Estats Units com a "Paul Anderson", cosa que va fer impossible que cap altre pogués escriure i dirigir pel·lícules com "Paul Anderson".

### Resident Evil,Alien vs. PredatoriDeath Race
Anderson va tornar a les pantalles de cinema el 2002 amb Resident Evil, una pel·lícula de terror d'acció de ciència-ficció basada lliurement en la sèrie de videojocs de Capcom del mateix nom. Anderson va tenir la idea d'adaptar els jocs després de jugar-ne els primers dies al seu apartament. Perquè Constantin Film, que havia adquirit els drets de la sèrie, no estava disposada a gastar més diners dels que ja tenia en intents fallits (incloent un guió de George A. Romero), Anderson els va convèncer d'escriure el guió, titulat The Undead. Si els agradava, ell els venia com a pel·lícula Resident Evil; si no, el portaria a un altre lloc i intentaria que no tingués relació amb els jocs. Va veure la pel·lícula com una mena de preqüela del primer joc de la sèrie, i com a tal no va incloure cap dels personatges dels jocs, fet criticat pels fans. En canvi, la protagonitza Milla Jovovich com a personatge original, Alice. Jovovich és l'única actriu que va repetir el seu paper a les sis pel·lícules de la sèrie. En comparació amb les dues pel·lícules anteriors d'Anderson, Resident Evil es va produir amb un pressupost moderat de 33 milions de dòlars i es va convertir en un èxit comercial amb una mica més de 100 milions de dòlars a taquilla. També va tenir un bon rendiment a mitjans domèstics. Resident Evil no fou ben rebuda per la crítica, encara que, de manera similar a Mortal Kombat, algunes ressenyes la van caracteritzar com un dels millors intents d'adaptar un videojoc. Va rebre la qualificació de "justa" de B de les audiències en una enquesta de Cinemascore. La seva relativa popularitat va fer que Capcom li fes un homenatge als videojocs Resident Evil 4 i Resident Evil: The Umbrella Chronicles. Anderson no va dirigir, però va escriure, produir i, d'altra banda, estar molt implicat en la realització de dues seqüeles, Resident Evil: Apocalypse (2004) i Resident Evil: Extinction (2007), que va completar la primera de les dues trilogies eventuals de pel·lícules de Resident Evil. En aquestes dues seqüeles, Anderson va començar a introduir personatges dels jocs, encara que en papers secundaris en comparació amb Alice. Ambdues pel·lícules van rebre crítiques negatives similars a la primera, però van tenir èxits comercials encara més grans.
El següent projecte d'Anderson va ser Alien versus Predator, basat en el concepte crossover del mateix nom de les franquícies Alien i Predator, popularitzades per una sèrie de Dark Horse còmics i insinuat a Predator 2. Una versió cinematogràfica havia estat atrapada al Development hell durant uns quants anys, malgrat que la franquícia s'encreuava amb qualsevol altra forma de mitjans, des dels llibres fins als còmics i els videojocs. Anderson va dirigir la pel·lícula a partir d'un guió propi, i es va estrenar el 2004. Va rebre crítiques negatives, i una B en una enquesta de Cinemascore per públic. Va ser un gran èxit comercial, però, va recaptar una mica més de 170 milions de dòlars amb un pressupost de 60 milions de dòlars. Es va fer una seqüela, Aliens vs. Predator: Requiem, en la que Anderson no hi va participar, i que no va coincidir amb l'actuació comercial o fins i tot crítica de la pel·lícula d'Anderson, un fet que Anderson ha utilitzat per defensar la seva pel·lícula.
Després de completar Alien vs. Predator, Anderson va reprendre el treball en el seu remake previst de Death Race 2000, que es va estrenar com a Death race: La carrera de la mort el 2008. L'acció de ciència-ficció thriller protagonitzada per Jason Statham, i Anderson el va dirigir basant-se en el seu propi guió. Es refereix a això com una preqüela més que un remake dels comentaris dels llançaments de vídeos casolans. Va rebre una acollida mitjana per part de la crítica, va obtenir un sòlid B+ en una enquesta de Cinemascore. Va recaptar poc més de 75 milions de dòlars amb un pressupost de 45 milions de dòlars, sense poder demostrar un èxit comercial al nivell de les dues pel·lícules anteriors d'Anderson. Anderson va escriure i produir dues preqüeles directes a vídeo, Death Race 2  (2011) i Death Race 3: Inferno (2013), ambientades abans dels esdeveniments de la pel·lícula del 2008. Més tard va escriure i va produir com a productor executiu Death Race: Beyond Anarchy (2018), una seqüela de la primera pel·lícula.
Les produccions de Resident Evil van ser criticades pels rodatges insegurs i utilitzar companyies ficticis per evitar responsabilitats. Durant el rodatge de Resident Evil: The Final Chapter (2016), el membre de la tripulació Ricardo Cornelius va morir quan va ser atrapat sota un Humvee lliscant d'una plataforma giratòria. L'acròcata Olivia Jackson va perdre la major part d'un braç i es va quedar parcialment paralitzada quan va xocar amb una grua de càmera durant el rodatge d'una acrobàcia en moto sota condicions de pluja i gel. Es va determinar que portava un equip de seguretat inadequat i que el moment de l'acrobàcia s'havia modificat sense que ella ho sabés. Durant el rodatge de Resident evil: Venjança (2012), dotze figurants van ser hospitalitzats amb cama, coll, i ferides a l'esquena després de caure d'una plataforma de rodes altes que s'esfondrà.

### Resident Evil,Els tres mosquetersiPompeia
El 2010, Anderson va escriure i dirigir la primera entrega d'una segona trilogia de pel·lícules de Resident Evil, titulada Resident Evil: Ultratomba. La pel·lícula continua la història des d'on va acabar l'última. Anderson va imaginar la nova trilogia com una manera de fer ús d'un nou enfocament estilístic, utilitzant càmera lenta i 3D. Anderson va filmar en 3D natiu, utilitzant la càmera Sony F35, muntada al Sistema de càmeres 3D Fusion, que s'utilitzava anteriorment a Avatar. Malgrat les ressenyes negatives dels crítics, i una B tèbia en una enquesta del públic de Cinemascore, la pel·lícula va recaptar 300 milions de dòlars amb un pressupost de 60 milions de dòlars, fent més de 150 milions de dòlars que la pel·lícula anteriorment més reeixida de la franquícia, Resident Evil: Extinction.
La següent pel·lícula d'Anderson va ser la pel·lícula romàntica d'acció d’aventures de 2011 Els tres mosqueters, d'un guió d'Andrew Davies i Alex Litvak basats en la novel·la del mateix nom. Matthew Macfadyen, Ray Stevenson, Luke Evans i Logan Lerman protagonitzen respectivament els personatges de la novel·la Athos, Porthos, Aramis i d'Artagnan, mentre que Milla Jovovich interpreta Milady de Winter. A més, Christoph Waltz interpreta al Cardenal Richelieu, Orlando Bloom interpreta al Duc de Buckingham i Mads Mikkelsen apareix com a Capità Rochefort. La pel·lícula no va impressionar els crítics que la van ressenyar negativament,i va obtenir una B en una enquesta de Cinemascore. Comercialment no va tenir un bon rendiment, ja que va recaptar entre 132 i 140 milions de dòlars amb un pressupost informat que oscil·la entre els 75 i els 90 milions.
Anderson va escriure i dirigir la cinquena entrega de la franquícia de pel·lícules Resident Evil, Resident evil: Venjança, l'any 2012. Anderson va portar diversos actors de la trilogia original de pel·lícules per interpretar versions alternatives de els seus personatges. La pel·lícula va rebre crítiques generalment negatives, i una C+ en una enquesta de Cinemascore, la més baixa de la sèrie. Produïda amb un pressupost de 65 milions de dòlars, va recaptar 240 milions de dòlars a la taquilla, que és 60 milions de dòlars per sota del brut de la pel·lícula anterior, però en general encara més gran que els de cada pel·lícula de la trilogia original.
El 2014 es va estrenar la seva pel·lícula històrica de desastres en 3D anomenada Pompeia. Inspirada en l'erupció del Vesuvi del 79 que va destruir Pompeia, una ciutat de l'Imperi Romà, la pel·lícula va ser escrita per Janet Scott Batchler, Lee Batchler i Michael Robert Johnson i fou protagonitzada Kit Harington, Emily Browning, Carrie-Anne Moss, Adewale Akinnuoye-Agbaje, Jessica Lucas, amb Jared Harris i Kiefer Sutherland. En general, la pel·lícula va rebre una acceptació negativa per part de la crítica, i va ser puntuada amb B en una enquesta de Cinemascore. Pompeia va tenir un modest èxit de taquilla, amb una recaptació de 108 a 118 milions de dòlars amb un pressupost d'entre 80 i 100 milions de dòlars.
A finals de 2016 al Japó, i principis de 2017 a la resta del món, es va estrenar Resident Evil: The Final Chapter d'Anderson, que segons ell i Jovovich són les últimes pel·lícules de Resident Evil en les quals participaran. Anderson va dissenyar la pel·lícula "per completar el cercle", donar respostes a alguns dels misteris de la sèrie i tancar el personatge d'Alice. Va decidir abandonar l'enfocament estilístic de les dues pel·lícules anteriors d'utilitzar la càmera lenta a favor d'una sensació més ràpida i dura, i també va decidir convertir la pel·lícula a 3D en post, en lloc de filmar amb càmeres 3D. La seva primera filla amb Jovovich, Ever Gabo Anderson, va ser presentada per a un doble paper, tant com una versió jove d'Alice, com el personatge de la Red Queen a la pel·lícula original. La pel·lícula va rebre crítiques de mitjana a negatives, lleugerament millors que les entregues anteriors, i més en la línia de la pel·lícula original. El públic la va puntuar B en una enquesta de Cinemascore, que és la valoració més alta de la sèrie, i es va compartir amb la primera i la segona pel·lícula. La pel·lícula va recaptar 312 milions de dòlars, amb un pressupost de 40 milions de dòlars, en gran part a causa d'una obertura rècord de 94,3 milions de dòlars a la Xina, que la converteix en la pel·lícula més taquillera d'Anderson.

### Monster Hunter
El desembre de 2020, Anderson va dirigir Monster Hunter, basat en la franquícia de videojocs Monster Hunter de Capcom. Va ser llançada el desembre de 2020 després dels retards relacionats amb la pandèmia de COVID-19, que va provocar un decebedor import brut de 43 milions de dòlars enfront d'un pressupost de 60 milions de dòlars. Va rebre crítiques mixtes i negatives.

### Projectes de futur
Anderson està preparat per escriure i dirigir una adaptació de la narració curta de George R. R. Martin In The Lost Lands. La novel·la fantàstica de Peter V. Brett The Warded Man va ser seleccionada per la producció cinematogràfica per Anderson i el soci productor Jeremy Bolt, bperò una actualització del 2016 del lloc web de Brett va indicar que ja no estaven involucrats en el projecte.

## Vida personal

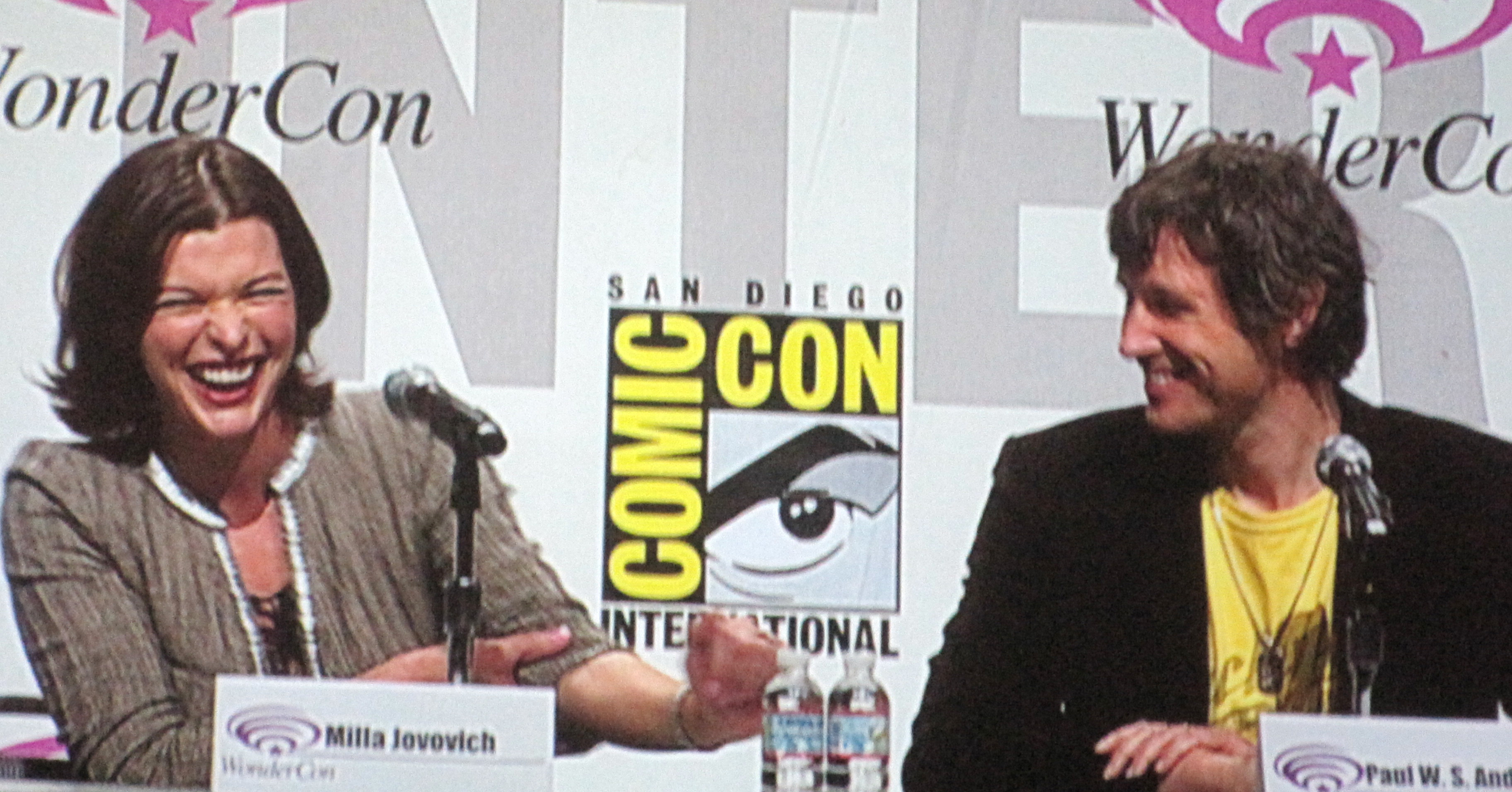
Anderson amb la seva dona Milla Jovovich a la San Diego Comic-Con de 2010 promocionant Resident Evil: Afterlife

Anderson va començar a sortir amb l'estrella de Resident Evil Milla Jovovich el 2002 després de la pel·lícula. Ell la va proposar el 2003, i es van "comprometre de manera intermitent durant quatre anys" abans de tornar a ser parella a principis del 2007. El 3 de novembre de 2007 ell i Jovovich van tenir la seva primera filla, Ever Anderson, a Los Angeles, Califòrnia. Es van casar el 22 d’agost de 2009. Van tenir una segona filla, Dashiel, nascuda l’abril de 2015. L'agost de 2019, Jovovich va revelar que esperaven una tercera filla, Osian, després de perdre l'embaràs dos anys abans. La seva tercera filla va néixer el febrer de 2020.

## Filmografia

### Cinema
| Any  | Títol                            | Director | Guionista | Productor |
| ---- | -------------------------------- | -------- | --------- | --------- |
| 1994 | Shopping                         | Sí       | Sí        | No        |
| 1995 | Mortal Kombat                    | Sí       | No        | No        |
| 1997 | Event Horizon                    | Sí       | No        | No        |
| 1998 | El soldat                        | Sí       | No        | No        |
| 2002 | Resident Evil                    | Sí       | Sí        | Sí        |
| 2004 | Alien vs. Predator               | Sí       | Sí        | No        |
| 2004 | Resident Evil: Apocalypse        | No       | Sí        | Sí        |
| 2007 | Resident Evil: Extinction        | No       | Sí        | Sí        |
| 2008 | Death Race                       | Sí       | Sí        | Sí        |
| 2010 | Resident Evil: Ultratomba        | Sí       | Sí        | Sí        |
| 2011 | Els tres mosqueters              | Sí       | Sí        | Sí        |
| 2012 | Resident Evil: Venjança          | Sí       | Sí        | Sí        |
| 2014 | Pompeia                          | Sí       | No        | Sí        |
| 2016 | Resident Evil: The Final Chapter | Sí       | Sí        | Sí        |
| 2020 | Monster Hunter                   | Sí       | Sí        | Sí        |
| TBA  | In The Lost Lands                | Sí       | Sí        | No        |

També fa un cameo a The Shot (curtmetratge, 2011).
Productor
- The Dark (2005)
- DOA: Dead or Alive (2006)
- Pandorum (2009)

Productor executiu
- Here Are the Young Men (2020)
- Resident Evil: Welcome to Raccoon City (2021)

### Directe a vídeo
| Any  | Títol                      | Guionista | Productor |
| ---- | -------------------------- | --------- | --------- |
| 2010 | Death Race 2               | Història  | Sí        |
| 2013 | Death Race 3: Inferno      | Història  | Sí        |
| 2018 | Death Race: Beyond Anarchy | Història  | Sí        |

### Televisió
| Any(s)    | Títol     | Director | Productor executiu | Guionista | Notes         |
| --------- | --------- | -------- | ------------------ | --------- | ------------- |
| 1990–1992 | El C.I.D. | No       | No                 | Sí        | 5 episodes    |
| 2000      | Pulsió    | Sí       | Sí                 | Sí        | episodi pilot |
| 2006      | Drift     | Sí       | Sí                 | No        | episodi pilot |
| 2018      | Origin    | Sí       | Sí                 | No        | 3 episodes    |

### Comercial
- Doom 3 "Warnings" (2005).
- Volkswagen "Bus", "Chase", "Explosion" (2014).[91]

## Recepció
La recepció crítica a les pel·lícules d'Anderson ha estat negativa. Mentre que Mortal Kombat i algunes de les pel·lícules de Resident Evil solen aparèixer a llistes sobre les millors adaptacions cinematogràfiques de videojocs, aquestes llistes mencionen que les pel·lícules del gènere són, en el millor dels casos, poc brillants. Anderson ha afirmat repetidament que es considera un "cineasta populista", a qui només li importa si les seves pel·lícules entretenen al públic i els anima a anar al cinema, més que la seva recepció per part de la crítica professional.
| Títol                            | Rotten Tomatoes | Metacritic | Cinemascore | Cost               | Taquilla                |
| -------------------------------- | --------------- | ---------- | ----------- | ------------------ | ----------------------- |
| Shopping                         | N/D             | N/D        | N/D         | $2 milions         | —                       |
| Mortal Kombat                    | 47%             | 58/100     | A–          | $18 milions        | $122.2 milions          |
| Event Horizon                    | 27%             | 35/100     | D+          | $60 milions        | $26.7 milions (US only) |
| El soldat                        | 12%             | N/D        | B+          | $60 – 75 milions   | $14.6 milions (US only) |
| Resident Evil                    | 36%             | 33/100     | B           | $33 – 35 milions   | $103.0 milions          |
| Alien vs. Predator               | 20%             | 29/100     | B           | $60 – 70 milions   | $172.5 milions          |
| Death Race                       | 42%             | 43/100     | B+          | $45 – 65 milions   | $75.7 milions           |
| Resident Evil: Ultratomba        | 22%             | 37/100     | B–          | $57.5 – 60 milions | $300.2 milions          |
| Els tres mosqueters              | 26%             | 35/100     | B           | $75 – 90 milions   | $132.3 milions          |
| Resident Evil: Venjança          | 29%             | 39/100     | C+          | $65 milions        | $240.0 milions          |
| Pompeia                          | 27%             | 39/100     | B           | $80 – 100 milions  | $117.8 milions          |
| Resident Evil: The Final Chapter | 37%             | 49/100     | B           | $40 milions        | $306.9 milions          |
| Monster Hunter                   | 46%             | 44/100     | N/D         | $60 milions        | $19.8 milions           |
| Mitjana                          | 31%             | 41/100     | B           | N/D                | N/D                     |